# 卡茹埃鲁达普莱亚
卡茹埃鲁达普莱亚（葡萄牙語：Cajueiro da Praia）是巴西皮奥伊州的一个市镇。总面积271.348平方公里。